# Levantamento de peso nos Jogos Pan-Americanos de 2007
O levantamento de peso (ou halterofilismo) nos Jogos Pan-Americanos de 2007 foi uma das modalidades disputadas no Rio de Janeiro, Brasil, entre 14 e 18 de julho no Pavilhão 2 do Complexo Esportivo Riocentro. O esporte é dividido em oito categorias para homens e sete categorias para mulheres de acordo com o peso.

## Países participantes
Um total de 22 delegações apresentaram atletas participantes nas competições de levantamento de peso:
| - ARG Argentina (4) - BAR Barbados (1) - BOL Bolívia (1) - BRA Brasil (15) - CAN Canadá (7) - CHI Chile (7) - COL Colômbia (11) - CUB Cuba (9) - ESA El Salvador (3) - ECU Equador (7) - USA Estados Unidos (9) | - GUA Guatemala (2) - HON Honduras (1) - MEX México (7) - NCA Nicarágua (4) - PAN Panamá (2) - PER Peru (3) - PUR Porto Rico (3) - DOM República Dominicana (9) - TRI Trinidad e Tobago (1) - URU Uruguai (2) - VEN Venezuela (11) |

## Calendário
|  | Dia de competição |  | Dia de final |

## Medalhistas
Masculino
| Evento                  | Ouro                          | Prata                               | Bronze                            |
| ----------------------- | ----------------------------- | ----------------------------------- | --------------------------------- |
| Até 56 kg detalhes      | Sergio Álvarez CUB Cuba       | Marvin López ESA El Salvador        | Jaime Iturra CHI Chile            |
| Até 62 kg detalhes      | Diego Salazar COL Colômbia    | Miñan Mogollón PER Peru             | David Mendoza HON Honduras        |
| Até 69 kg detalhes      | Yordanis Borrero CUB Cuba     | Edwin Orlando Mosquera COL Colômbia | Ricardo Flores ECU Equador        |
| Até 77 kg detalhes      | Iván Cambar CUB Cuba          | José Ocando VEN Venezuela           | Octavio Mejía VEN Venezuela       |
| Até 85 kg detalhes      | José Oliver Ruiz COL Colômbia | Jadier Valladares CUB Cuba          | Herbis Márquez VEN Venezuela      |
| Até 94 kg detalhes      | Yomandrys Hernández CUB Cuba  | Julio Luna VEN Venezuela            | Wilmer Hermán Torres COL Colômbia |
| Até 105 kg detalhes     | Joel Mackenzie CUB Cuba       | Pedro Stetsiuk ARG Argentina        | Damián Abbiate ARG Argentina      |
| Mais de 105 kg detalhes | Cristian Escalante CHI Chile  | Casey Burgener USA Estados Unidos   | Víctor Heredia VEN Venezuela      |

Feminino
| Evento                 | Ouro                                         | Prata                          | Bronze                                          |
| ---------------------- | -------------------------------------------- | ------------------------------ | ----------------------------------------------- |
| Até 48 kg detalhes     | Carolina Valencia MEX México                 | Betsy Rivas VEN Venezuela      | Guillermina Candelario DOM República Dominicana |
| Até 53 kg detalhes     | Yudelquis Contreras DOM República Dominicana | Ana Margot Lemos COL Colômbia  | Melanie Roach USA Estados Unidos                |
| Até 58 kg detalhes     | Alejandra Escobar ECU Equador                | Rusmeris Villar COL Colômbia   | María Cecilia Floriddia ARG Argentina           |
| Até 63 kg detalhes     | Leidy Solís COL Colômbia                     | Christine Girard CAN Canadá    | Natalie Woolfolk USA Estados Unidos             |
| Até 69 kg detalhes     | Angela Medina COL Colômbia                   | Cinthya Domínguez MEX México   | Vanessa Núñez VEN Venezuela                     |
| Até 75 kg detalhes     | Ubaldina Valoyes COL Colômbia                | Damaris Aguirre MEX México     | Eva Dimas ESA El Salvador                       |
| Mais de 75 kg detalhes | Seledina Nieve ECU Equador                   | Emmy Vargas USA Estados Unidos | Yinelis Burgos DOM República Dominicana         |

Nota 1: Fabrício Mafra do Brasil originalmente ganhou a medalha de bronze na categoria até 105 kg masculino, mas foi desclassificado após testar positivo no antidoping para testosterona exógena.

## Quadro de medalhas do halterofilismo
| Ordem | País                     | Medalha de ouro | Medalha de prata | Medalha de bronze |    |
| ----- | ------------------------ | --------------- | ---------------- | ----------------- | -- |
| 1     | COL Colômbia             | 5               | 3                | 1                 | 9  |
| 2     | CUB Cuba                 | 5               | 1                |                   | 6  |
| 3     | ECU Equador              | 2               |                  | 1                 | 3  |
| 4     | MEX México               | 1               | 2                |                   | 3  |
| 5     | DOM República Dominicana | 1               |                  | 2                 | 3  |
| 6     | CHI Chile                | 1               |                  | 1                 | 2  |
| 7     | VEN Venezuela            |                 | 3                | 4                 | 7  |
| 8     | USA Estados Unidos       |                 | 2                | 2                 | 4  |
| 9     | ARG Argentina            |                 | 1                | 2                 | 3  |
| 10    | ESA El Salvador          |                 | 1                | 1                 | 2  |
| 11    | CAN Canadá               |                 | 1                |                   | 1  |
| 11    | PER Peru                 |                 | 1                |                   | 1  |
| 13    | HON Honduras             |                 |                  | 1                 | 1  |
| TOTAL | TOTAL                    | 15              | 15               | 15                | 45 |